# Saitō Makoto
Saitō Makoto est un nom japonais traditionnel ; le nom de famille (ou le nom d'école), Saitō, précède donc le prénom (ou le nom d'artiste).
Pour les articles homonymes, voir Makoto.
Pour les articles homonymes, voir Makoto Saitō (homonymie).
Le vicomte Saitō Makoto (斎藤 実), né le 27 octobre 1858 dans le domaine de Mizusawa dans la province de Mutsu au Japon et assassiné à l'âge de 77 ans le 26 février 1936 à Tokyo, est un amiral de la marine impériale japonaise et homme d'État qui est deux fois gouverneur-général de Corée de 1919 à 1927 et de 1929 à 1931 et le 30e premier ministre du Japon du 26 mai 1932 au 8 juillet 1934.

## Biographie

### Jeunesse
Saitō est né en 1858 dans le domaine de Mizusawa dans la province de Mutsu (aujourd'hui dans la ville d'Ōshū dans la préfecture d'Iwate). Fils d'un samouraï du clan Mizusawa, il sort diplômé de la 6e classe de l'académie navale impériale du Japon en étant classé troisième sur une classe de 17 cadets.

### Carrière militaire
En 1884, Saitō est envoyé étudier pendant quatre ans aux États-Unis en qualité d'attaché militaire. Après son retour au Japon en 1888, il sert à l'état-major de la marine impériale japonaise.
Après avoir été promu capitaine de corvette le 20 décembre 1893, il devient commandant en second sur le croiseur Izumi et sur le cuirassé Fuji.
Durant la guerre sino-japonaise (1894-1895), Saitō commande les croiseurs Akitsushima et Itsukushima. Le 10 novembre 1898, il devient vice-ministre de la Marine et est promu contre-amiral le 20 mai 1900.

### Carrière politique
Saitō est encore vice-ministre de la Marine lors qu'éclate la guerre russo-japonaise (1904-1905). Il est promu vice amiral le 6 juin 1906. Il reçoit l'ordre du Soleil levant (1re classe) en 1906. Après la fin de la guerre, il devient ministre de la Marine pour 6 ans de 1906 à 1914, période durant laquelle il s'efforce de favoriser l'expansion de la marine.
Le 21 septembre 1907, Saitō est anobli du titre de baron (danshaku) sous le système de noblesse kazoku. Le 16 octobre 1912, il est promu amiral. Cependant, le 16 avril 1914, il est forcé de démissionner de sa fonction de ministre de la Marine à cause de son implication dans le scandale Siemens et entre officiellement dans les réserves.
En 1919, il devient le troisième gouverneur-général de Corée, une nomination qui tombait juste après le soulèvement du 1er Mars, et il mit en œuvre une série de mesures visant à modérer la politique japonaise. Il fut gouverneur-général deux fois (de 1919 à 1927 et de 1929 à 1931). Il reçut l'ordre des fleurs de paulownia en 1924. Le 29 avril 1925, il est élevé au titre de vicomte (shishaku).
En 1927, Saitō est membre de la délégation japonaise lors de la conférence navale de Genève (en) sur le désarmement et il devient plus tard conseiller privé.

### Premier ministre
Après l'assassinat du premier ministre Inukai Tsuyoshi le 15 mai 1932 par des officiers de la marine qui pensaient qu'Inukai avaient une attitude trop conciliante (incident du 15 mai), le prince Saionji Kinmochi, l'un des plus proches et influents conseillers de l'empereur, tente d'arrêter la prise de contrôle du gouvernement par les militaires. Par compromis, Saitō est choisi pour succéder à Inukai. Sadao Araki reste ministre de la Guerre et commence à faire des demandes au nouveau gouvernement. Durant le mandat de Saitō, le Japon reconnait l'indépendance du Mandchoukouo et se retire de la Société des Nations.
Le gouvernement de Saitō est l'un des durables de la période de l'entre-guerre. Il prend fin le 8 juillet 1934 quand ses membres démissionnent en masse à cause de l'incident de Teijin, un scandale de corruption. Keisuke Okada succède à Saitō à la fonction de premier ministre.
Saitō continue à être une figure importante de la politique en devenant le gardien du sceau privé du Japon le 26 décembre 1935 mais il est assassiné en 1936 durant l'incident du 26 février à son domicile de Yotsuya à Tokyo. Takahashi Korekiyo, son prédécesseur au poste de premier ministre, est abattu le même jour avec plusieurs autres homme politique de haut rang.
Saitō reçoit l'ordre du Chrysanthème à titre posthume.

## Source de la traduction
- (en) Cet article est partiellement ou en totalité issu de l’article de Wikipédia en anglais intitulé « Saitō Makoto » (voir la liste des auteurs).